# Ajab
Ajab también transliterado como Acab (hebreo: אחאב ʾAḥʾab, griego: Ἀχαάβ Achaab, latín: Achab) fue un rey de Israel 874 y 853 a. C.  un período de casi 22 años, sucesor de su padre el Rey Omrí. Su historia se relata principalmente en los pasajes del Tanaj, y la arqueología cuenta con fuentes extrabíblicas que lo mencionan.
En los documentos históricos (Estela de Mesa y Obelisco negro) durante su reinado, Moab, que había sido conquistada por su padre, siguió siendo tributario de Israel. Acab estaba aliado con Josafat, rey del Reino de Judá. Se cree que tuvo relaciones tensas con Aram-Damasco, según Reyes 20, estalló una guerra entre Israel y Aram-Damasco, Ajab derrotó y capturó al rey; sin embargo, al poco tiempo se hizo un tratado de paz y se formó una alianza Israel y Aram-Damasco.
En la Batalla de Qarqar, Salmanasar III de Asiria luchó contra una gran confederación de príncipes de Cilicia (Israel, Aram-Damasco, Edom, Amón y las tribus del desierto de Siria) al final, el rey asirio proclamó su victoria.
El Tanaj lo describe como un rey malvado por sus políticas religiosas, se casó con la princesa fenicia Jezabel, hija de Itobaal, rey de Tiro (Fenicia), que introdujo el culto a Baal, ocasionando una fanática persecución religiosa a los profetas de Yahweh, la deidad oficial del estado. En consecuencia, Yahweh envía una fuerte sequía a Israel.

## Política exterior
Al principio de su reinado cesaron las hostilidades con Judá. Acab buscó la paz y la alianza con arameos, cananeos y sus vecinos de Judá ante un recrudecimiento de las relaciones con Siria (en este momento vasallos de Asiria).
La guerra con los sirios se encuentra relatada en la Biblia y documentada arqueológicamente, siguiendo la estructura del Libro de Reyes se narran tres batallas:
Primeramente los sirios asedian la capital, Samaria, forzando a Acab a negociar una paz que compromete en un primer lugar su corona. Aunque Acab acepta, el rey de Siria, Hadadezer, (que lideraba una coalición de 12 reinos todos vasallos de Asiria), demanda además el saqueo de la ciudad, Acab no acepta estas nuevas condiciones y ataca en un despiste el campamento sirio, venciendo y dispersando a las tropas enemigas.
Un año después, los sirios le presentan batalla en una llanura cerca de Afec, nuevamente Israel vence y captura a Ben-Adad dejándolo marchar a cambio de una promesa de paz y de restitución de los territorios israelitas bajo dominio sirio; promesa que no se cumpliría.
Esta última batalla es a la que hace referencia la Monolito de Kurkh, que informa de una coalición de varios reinos enviados por el rey de Asiria Salmanasar III, bajo Hadadezer, contra Acab rey de Israel. En dicho monumento se hace mención a "2.000 carros, 10.000 soldados de Acab el israelita" derrotados por Salmanasar, aunque se discute el número real de carros.
Una última batalla sucedería al final de su reinado, en torno al 853 a. C. El rey de Siria ocupa la ciudad de Ramot de Galaad. Judá e Israel se alían y atacan para recuperarla, aunque no consiguen tomarla. El rey Acab muere en combate, herido de flecha.
Acab también es aludido en la Estela de Mesa, donde se le hace una referencia anónima como hijo de Omri.

## Política interior
La Biblia describe que el rey Ajab instauró una nueva religión importada por su esposa Jezabel. Ajab y Jezabel permitieron que en Samaria funcionaran templos dedicados a los Baales (El, Baal, Asherah, entre otros) por lo que entra en contradicción con el culto nacional a Yahveh, y la adoración a otros dioses que recibirán respaldo legal. Esto genera una serie de conflictos con el culto monolátrico ya establecido en Israel y tensiones con la vecina Judá, y se la acusa de inmoralidad e idolatría. 
La nueva creencia iba remplazando de manera gradual a la creencia tradicional, adoptando el sistema de vida permitido por el dios El, lo que generó enfrentamientos culturales importantes.
Según el texto bíblico, es en este punto, cuando Yahveh envía a Israel una sequía y con ello la hambruna. Yahveh envía sus profetas al rey Ajab, para tratar de convencerle de volver a la religión de Yahveh. Jezabel asesina de manera sistemática a los profetas, hasta que el profeta Elías desafía a 450 profetas de Baal a una prueba para determinar cuál es el dios verdadero.
Según las escrituras hebreas en (1 Reyes, 18, 20-40) ambos bandos ofrecieron un reto que consistía en prender la leña donde se había sacrificado un buey, el Dios que invocando lograra prender el fuego sería el verdadero. Baal no logró encender el sacrificio de sus seguidores, en tanto el Dios Yahvé envió fuego del cielo que quemó el altar de Elías hasta convertirlo en cenizas, aún a pesar de que este había sido mojado en abundante agua. Acto seguido, la audiencia siguió las instrucciones de Elías de asesinar a los 400 seguidores de Baal. Yahveh, entonces decide enviar la lluvia después de la fuerte sequía.
Elías le expresa al rey un castigo divino que envía muerte a Ajab, a su esposa y a su descendencia. Fue enterrado en Samaria y le sucedió en el trono su hijo Ocozías.

## Antroponimia
Este nombre, que significa el hermano es padre es poco común en Israel, aunque más habitual entre los árabes.
Acab es otro personaje bíblico, un profeta de buenos augurios, hijo de Coalías y padre de Sedecías.